# Mieten, kaufen, wohnen
mieten, kaufen, wohnen war eine Pseudo-Doku-Soap, die vom 13. Oktober 2008 bis zum 6. September 2016 vom deutschen Sender VOX ausgestrahlt wurde. 

## Konzept
In jeder Sendung wurde in drei verschiedenen Handlungssträngen die Immobiliensuche von unterschiedlichen Protagonisten gezeigt.
Drehorte waren meist Immobilien, die tatsächlich zum Verkauf oder zur Vermietung standen. Die Immobilienmakler übten nach Angaben von VOX ausnahmslos auch im realen Leben die Tätigkeit aus. Sendeplatz des Formats war montags bis freitags das Vorabendprogramm.
Nach VOX-Sprecherin Julia Kikillis waren die Geschichten um die Wohnungssuchenden frei nacherzählt. Bei den Wohnungssuchenden handelte es sich um normale Wohnungsinteressenten, Schauspieler oder Darsteller aus anderen Branchen.
Als Makler traten Robert Neubauer, Hanka Rackwitz,
Marco von Reeken, Claudia-Christina Gülzow, Alexander Posth, Marcel Remus, als einziges Maklerduo Thomas Bartel und Carlo Calchera sowie zahlreiche weitere auf.